# Zdeněk Fibich

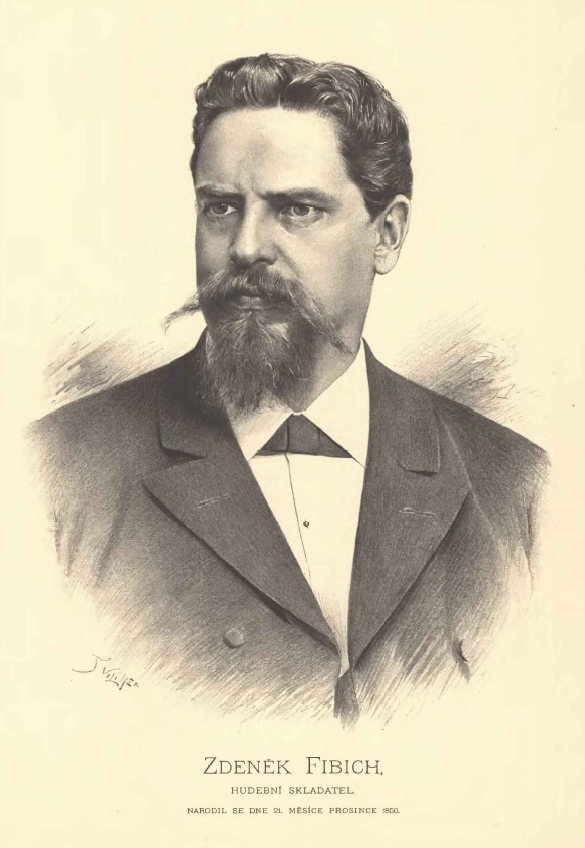
Zdeněk Fibich

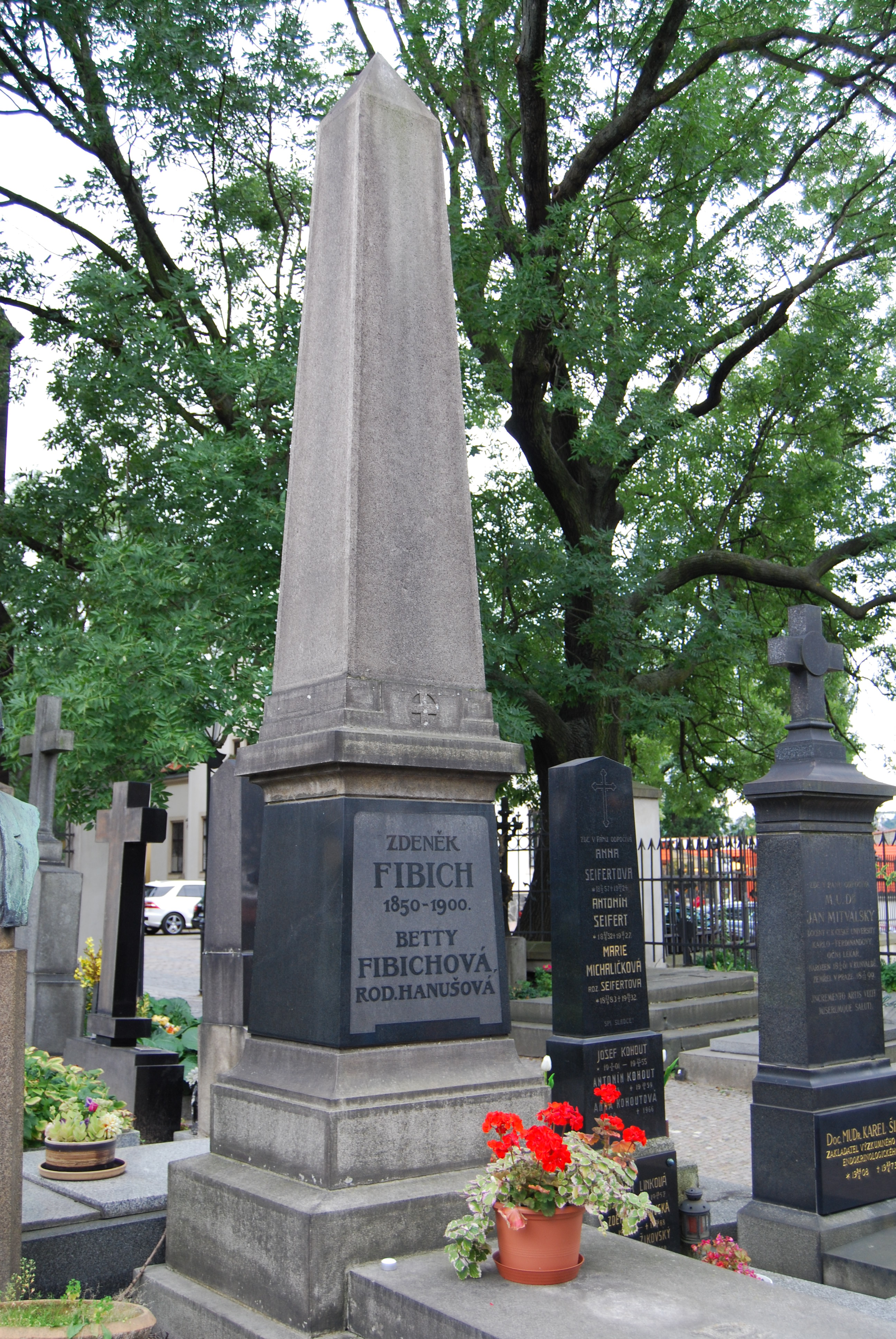
Hrob Zdeňka Fibicha

Zdeněk Fibich (21. prosince 1850, myslivna u Všebořic – 15. října 1900 Praha) byl český hudební skladatel 19. století. Vedle Bedřicha Smetany a Antonína Dvořáka byl nejvýznamnějším představitelem generace české hudby 2. poloviny 19. století. Na rozdíl od Dvořáka byl typickým představitelem hudebního romantismu. Jeho první manželkou byla Růžena Hanušová (1851–1874), po její smrti se oženil s její starší sestrou Barborou (Betty), českou operní zpěvačkou (alt). Spolu měli syna Richarda, pojmenovaného tak na paměť hudebního skladatele Richarda Wagnera.

## Život

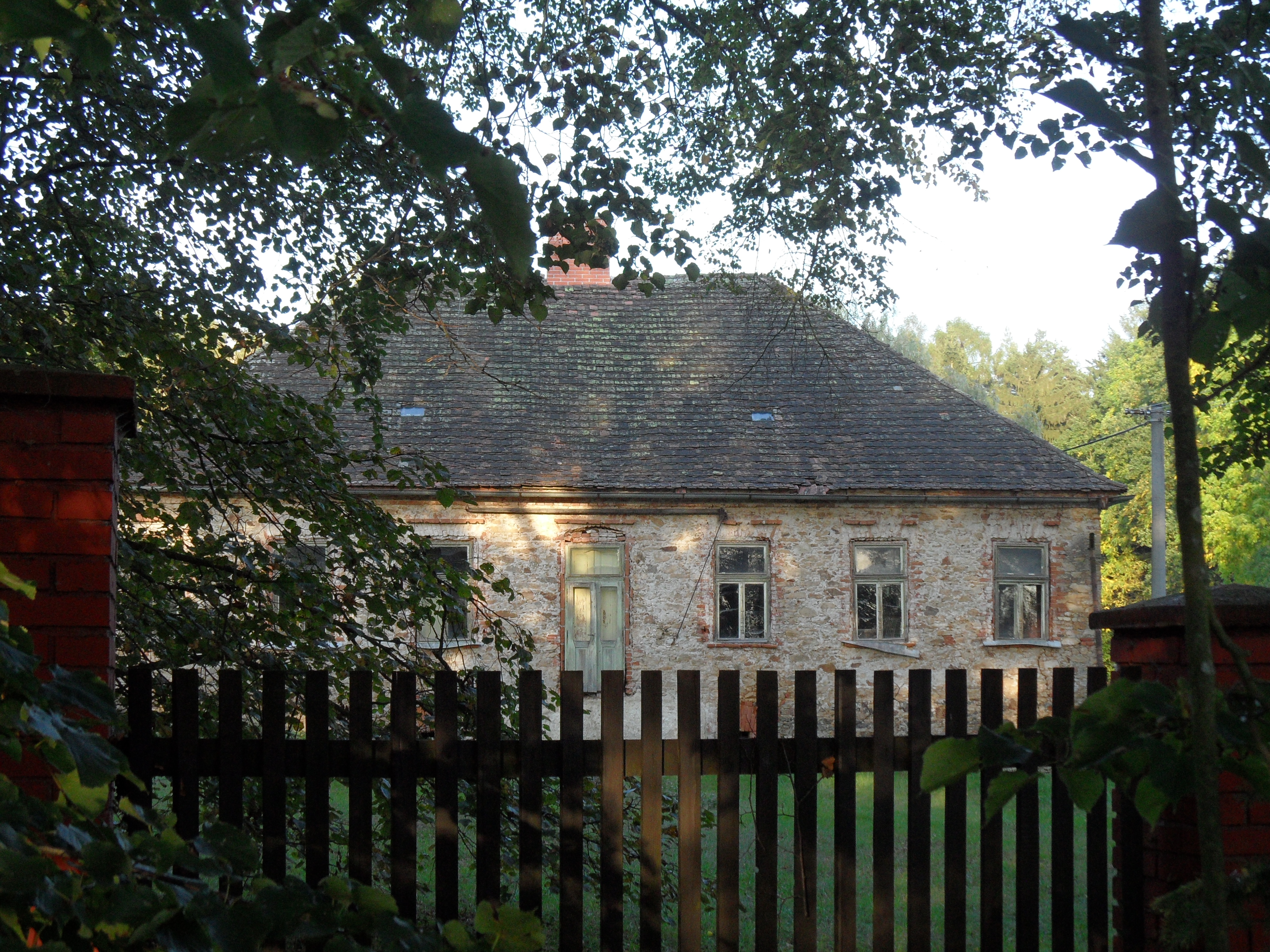
Rodný dům

Narodil se v myslivně ve středočeských Všebořicích do rodiny auerspergského lesního rady Jana Fibicha a jeho ženy Marie, rozené Römischové. Hudební nadání projevoval již od raného dětství, což záhy rozpoznala právě jeho hudbymilovná matka. Dostalo se mu nejprve klasického vzdělání na veřejné obecně vzdělávací škole ve Vídni, odkud pocházela jeho matka. Tam studoval mezi lety 1859–1862, pak přestoupil na malostranské gymnázium. Mimoto začal soukromě studovat u varhaníka a skladatele Zikmunda Kolešovského, který platil za zastánce pokrokových tendencí ve formující se pomyslné české národní hudební škole. První Fibichův skladatelský pokus – chrámový sbor pochází z roku 1862 a v následujících letech byl i nadále velmi kompozičně činný. Například již v roce 1865 napsal celkem 64 skladeb, mj. i (později zničenou) symfonii Es dur. Téhož roku veřejně vystoupil v Chrudimi, kde také dirigoval předehru ke své zpěvohře Médea. V roce 1865 také zkontaktoval básníka Karla Sabinu, jehož požádal o vytvoření libreta pro zamýšlené operní dílo. Sabina mladému „zázračnému dítěti“ vyhověl a vytvořil libreto Bukovín, jehož Fibich zhudebnil ale až daleko později. Později studoval v Lipsku, Paříži a Mannheimu. Větší část života působil v Praze, kde se věnoval komponování a výuce hudby. Kromě hudby se zajímal i o literární dějiny a malířství.
V letech 1876 až 1877 byl druhým kapelníkem a sbormistrem Prozatímního divadla, od roku 1899 do své smrti operním dramaturgem v Národním divadle. Řádným členem České akademie věd a umění se stal 18. října 1900, zemřel ve 49 letech v Praze.
Je pochován na Vyšehradském hřbitově v Praze, spolu se svojí druhou ženou Betty, v samostatné hrobce (č. 6H-137) s pomníkem navrženým Josefem Fantou.

## Díla
V mladších letech bojoval za nové umění, jak je reprezentovali Ferenc Liszt, Richard Wagner a Bedřich Smetana. Skladatelský Fibich navázal na německý romantismus, když na počátku své skladatelské dráhy tvořil pod vlivem klavírních skladeb Roberta Schumanna. Skladby obohatil o baladické prvky, snový lyrismus i tragický patos. Fibichovo dílo je věnováno nejrozmanitějším oborům. Obsahuje intimní písně, lyrické klavírní cykly (Nálady, dojmy, upomínky), komorní práce. Orchestrální tvorba zahrnuje všechny dobové útvary – tři symfonie, ouvertury a symfonické básně (Toman a lesní panna). Nezanedbatelnou součástí jeho tvorby je opera, která jej lákala již od chlapeckých let (Bukovín, Blaník, Nevěsta messinská, Bouře ad.).
Stal se tvůrcem melodramatické hudební formy. Vytvořil technikou příznačných motivů dosud v celé světové literatuře největší a umělecky nejdokonalejší scénický melodram „Hippodamie“. V rámci své pedagogické činnosti vydal „Velkou teoretickou a praktickou školu hry na klavír“.

### Opery
- Bukovín
- Blaník
- Nevěsta Messinská
- Bouře
- Hedy
- Šárka
- Medea
- Pád Arkuna

### Melodramy
- Hippodamie – trilogie na námět Jaroslava Vrchlického

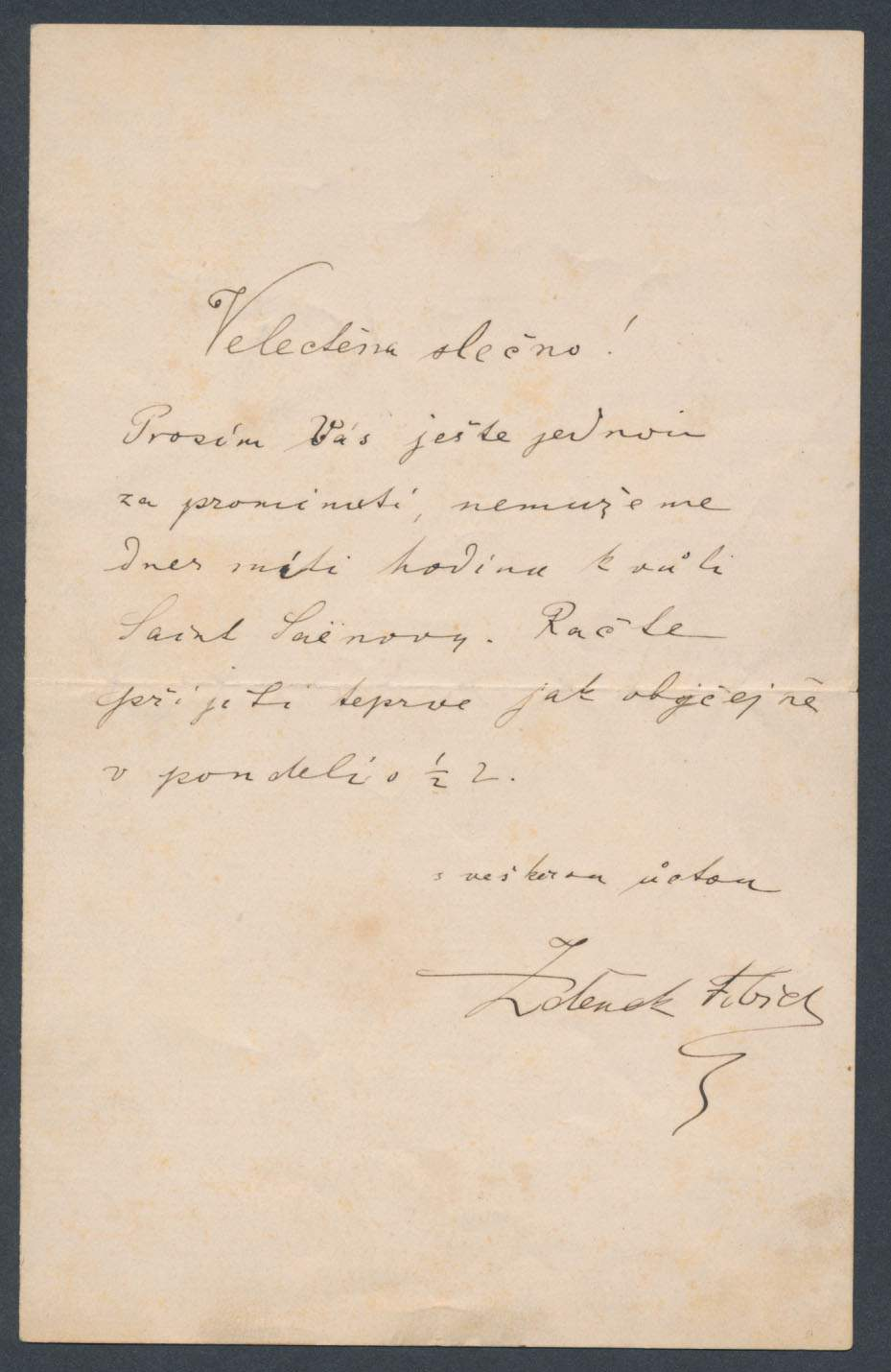
Dopis psaný Zdeňkem Fibichem.

- Vodník
- Polednice
- Štědrý den
- Pomsta květin
- Věčnost
- Královna Emma

### Symfonické básně, předehry a symfonie
- Toman a lesní panna, op. 49 – symfonická báseň dle stejnojmenné epické básně F. L. Čelakovského
- Othello, op. 6 – symfonická báseň dle stejnojmenné hry Williama Shakespeara
- Komenský, op. 34 – slavnostní předehra
- Slavoj, Záboj a Luděk, op. 37 – symfonická báseň na motiv Rukopisu královédvorského
- Noc na Karlštejně, op. 26 – předehra k veselohře Jaroslava Vrchlického
- Veseloherní předehra, op. 35 (původně op.19)
- Symfonie č. 1 F dur, op. 17
- Symfonie č. 2 Es dur, op. 38
- Symfonie č. 3 e moll, op. 53

### Orchestrální a vokálně instrumentální skladby
- Missa brevis, op. 21
- Jarní romance, op. 23 – kantáta na slova Jaroslava Vrchlického
- V podvečer, op. 39 – selanka pro orchestr
- Dojmy z venkova, op. 54 – suita pro orchestr

### Klavírní tvorba
- cyklus Nálady, dojmy a upomínky, op. 41, 44, 47 a 57 – 376 drobných skladeb pro klavír
- cyklus Malířské studie, op. 56

## Fibichovi žáci
- Karel Kovařovic
- Franz Lehár
- Zdeněk Nejedlý
- Otakar Ostrčil

## Zajímavosti
- Po Fibichovi byl v roce 2015 pojmenován jeden pár vlaků dopravce České dráhy v trase: Praha – Brno – Břeclav.
- Fibich je prvním českým skladatelem, který zpracoval mimohudební legendární motiv z českých dějin do symfonické básně (Slavoj, Záboj a Luděk, op. 37). Bedřich Smetana na první básni z cyklu Má vlast, Vyšehradě, pracoval v září roku 1874, Fibichovo dílo však bylo zkomponováno již v roce 1873 a premiéru mělo 25. května 1874.